# سرنیزه

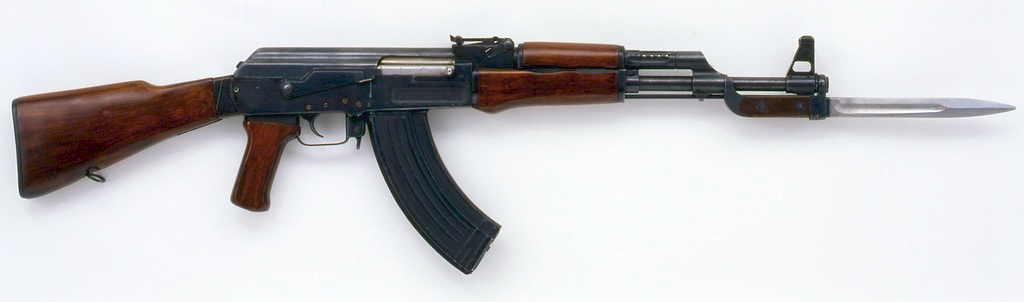
کلاشنیکف با سرنیزه.

سرنیزه تیغه یا خنجری نوک‌تیز است که برای وصل کردن بر انتهای لوله تفنگ یا مسلسل یا دیگر اسلحه گرم طراحی شده‌است.
با اتصال سرنیزه به یک سلاح گرم، این سلاح عملاً حکم یک نیزه یا شمشیر را پیدا می‌کند و می‌توان از آن در جنگ‌های تن‌به‌تن استفاده کرد. سربازان معمولاً در مواقع غیر از نبرد با جدا کردن سرنیزه از اسلحه، از سرنیزه‌ها به عنوان کارد و برای برش و کندن سنگر و چاله استفاده می‌کنند.
ارتشیان در کشورهایی که از نظر سیاسی نا آرام هستند گاه بازداشتی‌های شورش‌های خیابانی یا راهپیمایان سیاسی را با زور سرنیزه از یک محل متفرق کرده یا با خود به بازداشتگاه می‌برند.

## آموزش نبرد با سرنیزه
جنگ با سرنیزه حرکات ویژه‌ای دارد که به گونه‌ای با شمشیربازی همانندی‌های دارد. مربی آموزش نظامی به منظور جلوگیری از صدمات باید مطمئن شود که هنگام آموزش با سرنیزه، چاقو یا هر سلاح تیز دیگر، فرد آموزش‌بیننده محافظ چشم داشته باشد. مربی هم‌چنین باید مطمئن شود که سربازان طی یادگیری روش‌های خلع سلاح سرنیزه، چاقوها و سرنیزه‌ها را که محکم به تفنگ‌ها متصل شده‌اند در نیام حفظ می‌کنند.

## پیشینه
سرنیزه‌ها با شکل امروزی را ممکن است شکارچیان اروپایی در سده شانزدهم ساخته باشند. فرانسه از سال ۱۶۴۲ میلادی از این ابزار در حملات نظامی خود ضد دشمنان بهره گرفت، اما در آغاز برای شلیک با تفنگ باید سرنیزه از آن جدا می‌شد.
ژنرال ژان مارتینت فرانسوی نخستین کسی بود که در سرنیزه حفره‌ای ایجاد کرد و در نصب آن بر نوک لوله تفنگ در سال ۱۶۸۷ اصلاحاتی به عمل آورد و سرنیزه حفره‌ای از حدود سال ۱۷۰۰ در ارتش فرانسوی به کار رفت. از آن پس در حالی که سرنیزه بر نوک لوله تفنگ قرار داشت شلیک تیر از تفنگ امکان‌پذیر شد. در ۱۷۸۱ تغییر عمده‌ای که در سرنیزه صورت گرفت به وسیله جان واترز انگلیسی بود که سرنیزه را به‌طور ثابت بر نوک لوله تفنگ استوار کرد.

## نگارخانه

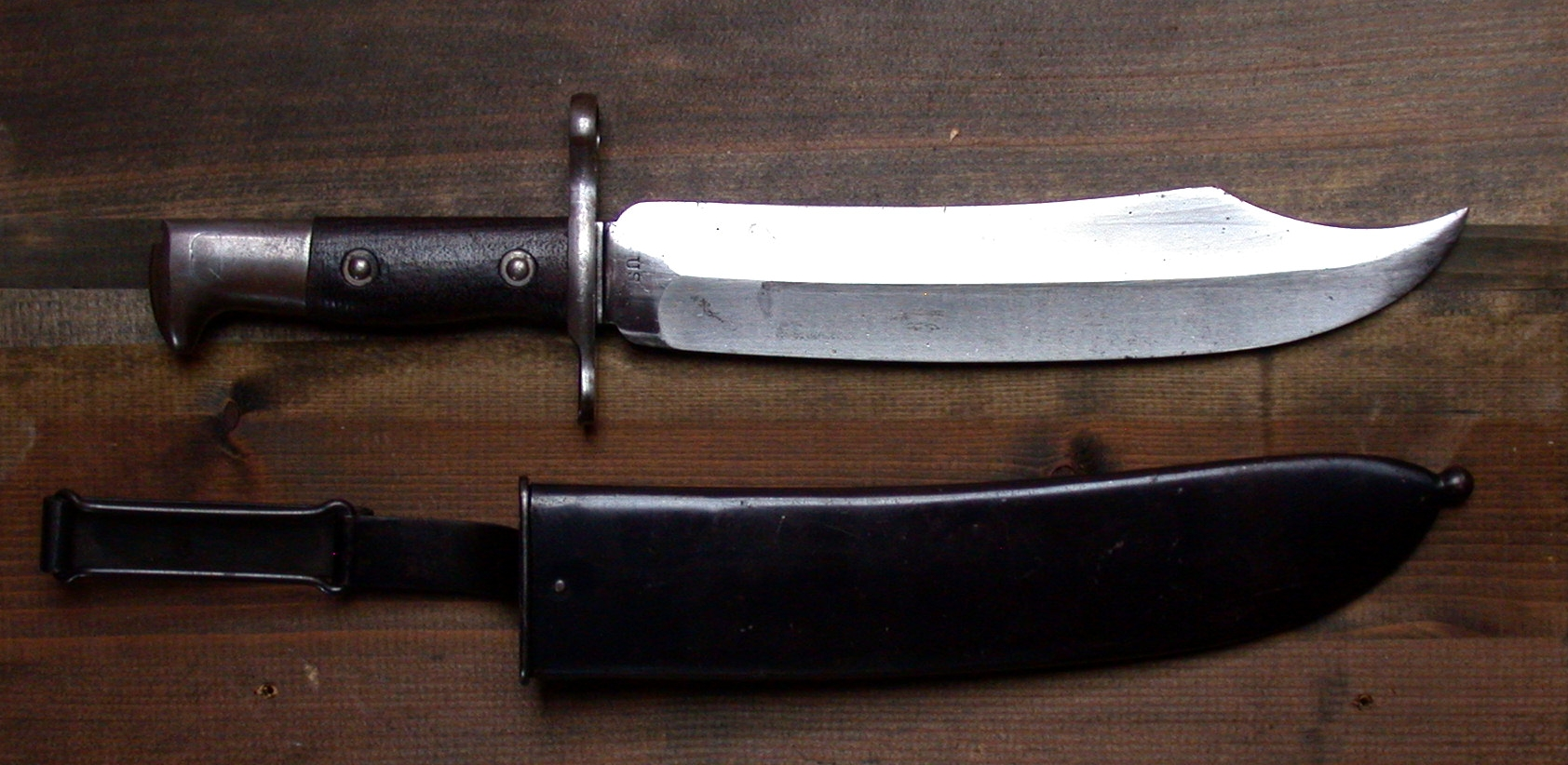
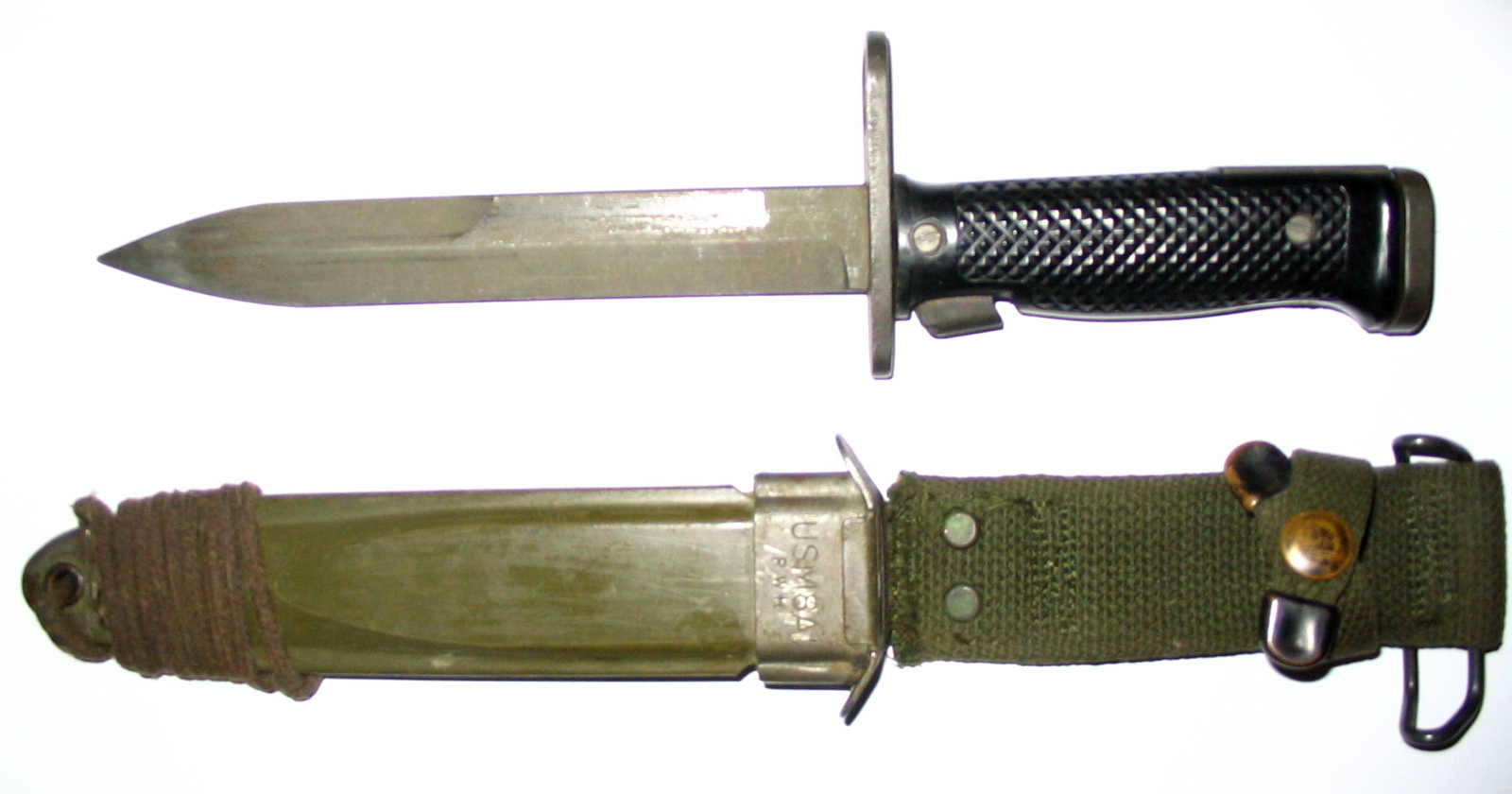
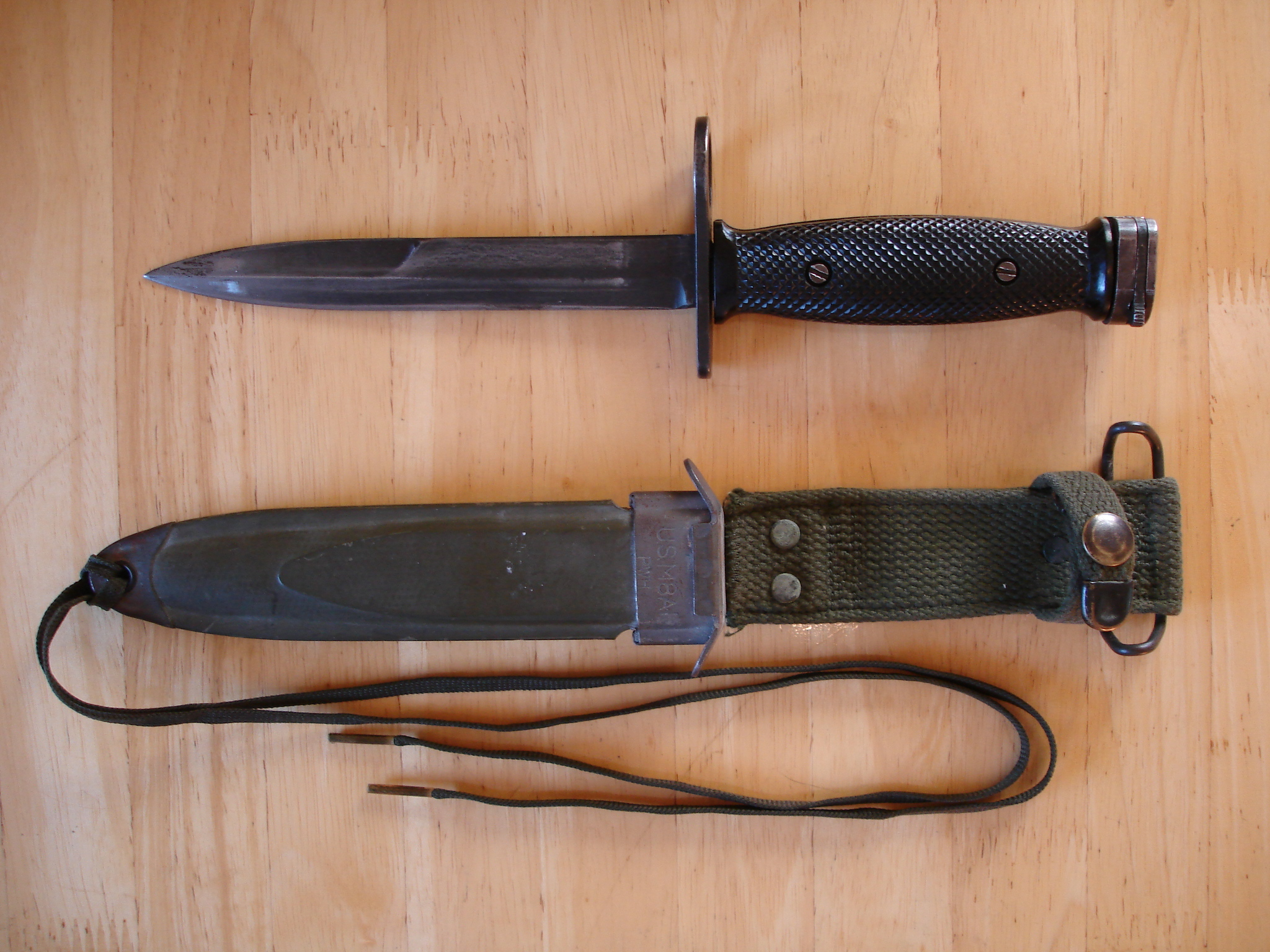
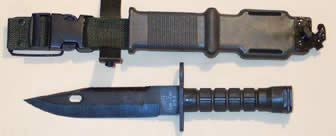
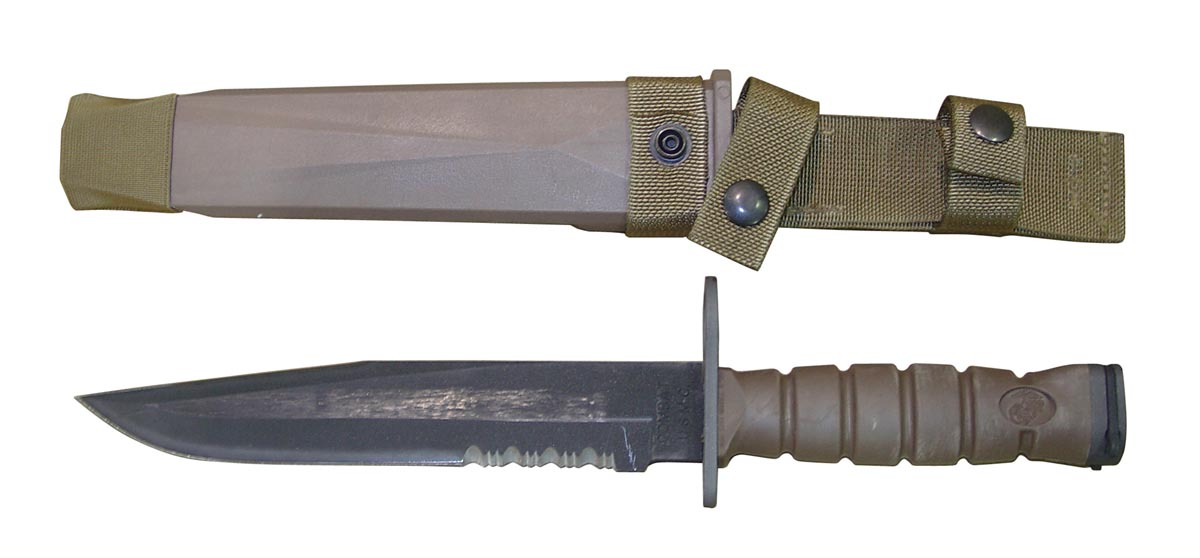